# Molen P
Molen P is een van de poldermolens van de Zijpe- en Hazepolder en staat in Oudesluis in de Nederlandse gemeente Schagen. De molen is gebouwd in 1895 als vervanger van een verbrande voorganger.
De molen is in- en uitmaler voor de afdeling 'P' van de polder. Sinds 1960 wordt het water van de afdeling geloosd op afdeling 'K' en heeft de molen zijn oorspronkelijke functie verloren.
In 1974 kwam de P in bezit van Stichting Zijpermolens. In 1979 heeft de molen een geheel nieuw wiekenkruis gehad.
De molen heeft een kleine woning, maar is niet bewoond.
Zijpe Molen D ·
Molen F ·
Molen L-Q ·
Molen N-G ·
Molen N-M ·
Molen O-N ·
Molen O-T ·
Molen P ·
Molen P-V ·
Molen Zuider-G

Stichting Zijpermolens